# طوبى (إسلام)
طوبى هيَ شجرةٌ في الجنة عند المسلمين ذكرت في القرآن: ﴿الَّذِينَ آمَنُوا وَعَمِلُوا الصَّالِحَاتِ طُوبَى لَهُمْ وَحُسْنُ مَآبٍ ۝٢٩﴾ سورة الرعد:29 وذكرت في السنة النبوية، وذكرت في العهد الجديد 36 مرة وفي العهد القديم 41 مرة وليس لها معني محدد عند المسيحيين وأغلب الرأي أنها تعني (لتكن سعيدًا أو لتكن مغبوطًا)، وهي أيضًا اسم لشهر قبطي.

## صفتها في الإسلام
هي شجرة في الجنة، يظل الإنسان سائرًا في ظلها لمدة مائة عام، ومن صفاتها أنها يخرج منها ثياب أهل الجنة من سندس واستبرق، كما جاء في الحديث: «عن رسولِ اللهِ ﷺ أنَّه قال له رجُلٌ: يا رسولَ اللهِ ما طُوبَى؟ قال: شجرةٌ في الجنَّةِ مسيرةُ مِئةِ سَنةٍ، ثيابُ أهلِ الجنَّةِ تخرُجُ مِن أكمامِها.»
وأنها في جنة الفردوس وهي أيضًا تخرج منها الفاكهة مثل العنب، طول العنقود منها كطول المسافة التي يسيرها الغراب السريع بدون توقف لمدة شهر. كما جاء في الحديث: «جاء أعرابيٌّ إلى رسولِ اللهِ ﷺ فقال: ما حوْضُك الَّذي تُحدِّثُ عنه؟ فذكر الحديثَ إلى أن قال: فقال الأعرابيُّ : يا رسولَ اللهِ فيها فاكهةٌ؟ قال: نعم، وفيها شجرةٌ تُدعَى طوبي هي تُطابِقُ الفردوس، فقال: أيَّ شجرةِ أرضِنا تُشبِهُ؟ قال: ليس تُشبِهُ شيئًا من شجرِ أرضِك ولكن أتيتَ الشَّامَ؟، قال: لا يا رسولَ اللهِ. قال: فإنَّها تُشبِهُ شجرةً بالشَّامِ تُدعَى الجَوْزةَ تنبُتُ على ساقٍ واحدٍ، ثمَّ ينتشِرُ أعلاها، قال: فما عِظَمُ أصلِها؟ قال: لو ارتحلْتَ جذْعةٌ من إبلِ أهلِك ما قطعتَها حتَّى تنكسِرَ تُرقوتُها هِرَمًا، قال: فيها عنبٌ؟ قال: نعم، قال: فما عِظَمُ العُنقودِ منها؟ قال: مسيرةُ شهرٍ للغُرابِ الأبقعِ لا يقعُ ولا ينثني ولا يفتُرُ، قال: فما عِظَمُ الحبَّةِ منه؟ قال: هل ذبح أبوك تيْسًا من غنمِه عظيمًا، فسلخ إهابَه، فأعطاه أمَّك، فقال: ادْبَغي هذا، ثمَّ افْري لنا منه ذَنوبًا يروي ماشيَتَنا؟ قال: نعم، قال: فإنَّ تلك الحبَّةَ تُشبِعُني وأهلَ بيتي، فقال النَّبيُّ ﷺ: وعامَّةَ عشيرتِك.»

## طوبى لمن
جاء في الأحاديث النبوية عدة أعمال صالحة ينال بها المؤمن شجرة طوبى في الجنة، منها:
- «طوبى لمن رآني وآمن بي مرة، وطوبي لمن لم يراني وآمن بي سبع مرات»[4]
- «طوبى لِمَنْ هُدِيَ لِلإِسْلامَ وكان عَيْشُهُ كَفَافًا، وقَنَعَ»[5]
- «طوبى للغُرَباءِ طوبي للغُرَباءِ طوبي للغُرَباءِ فَقيلَ مَنِ الغُرباءُ يا رَسولَ اللَّهِ قالَ ناسٌ صالِحونَ في ناسِ سَوءٍ كثيرٍ مَن يَعصيهم أَكْثرُ مِمَّن يطيعُهُم.»[6]
- «يا طوبى للشَّامِ يا طوبي للشَّامِ يا طوبي للشَّامِ، قالوا يا رسولَ الله وبم ذلك قال : تلك ملائكةُ اللهِ باسطوا أجنحتِها على الشَّامِ.»[7]
- «طوبى لمن طاب كسبُه وصلُحت سريرتُه وكرُمت علانيتُه وعزل عن النَّاسِ شرَّه طوبي لمن عمل بعلمِه وأنفق من مالِه وأمسك الفضلَ من قولِه.»[8]
- «عَن عائشةَ رضي اللَّه عنها قالَت : طوبى لِمن وجدَ في صَحيفتِهِ استغفارًا كثيرًا.»[9]